# (7252) Kakegawa
(7252) Kakegawa est un astéroïde de la ceinture principale.

## Description
(7252) Kakegawa est un astéroïde de la ceinture principale. Il fut découvert le 21 octobre 1992 à Oohira par Takeshi Urata. Il présente une orbite caractérisée par un demi-grand axe de 2,60 UA, une excentricité de 0,29 et une inclinaison de 13,4° par rapport à l'écliptique.

## Compléments